# 21 май
21 май е 141-вият ден в годината според григорианския календар (142-ри през високосна). Остават 224 дни до края на годината.

## Събития
- 1725 г. – Руската императрица Екатерина I учредява ордена „Александър Невски“.
- 1840 г. – Нова Зеландия е обявена за колония на Великобритания.
- 1865 г. – Сформира се чета в жилището на Георги Раковски, в която участват Раковски, Стефан Караджа, Хаджи Димитър и други.
- 1904 г. – В Париж е основана Международната федерация на футболните асоциации (ФИФА).
- 1920 г. – Съставено е самостоятелно правителство на БЗНС начело с Александър Стамболийски.
- 1924 г. – Националният отбор по футбол на България играе във Виена първия си неофициален мач и губи с 0:6 от Австрия.
- 1927 г. – Американецът Чарлз Линдберг завършва в Париж първия самостоятелен полет без кацане през Атлантическия океан.
- 1932 г. – Американката Амелия Ерхарт завършва в Северна Ирландия първия самостоятелен полет на жена без кацане над Атлантическия океан.
- 1969 г. – В САЩ палестинецът Сирхан Сирхан е осъден на смърт за убийството на Робърт Кенеди.
- 1991 г. – Бившият министър-председател на Индия Раджив Ганди е убит при самоубийствен бомбен атентат на жена близо до Мадрас.
- 1997 г. – XXXVIII народно събрание гласува новия кабинет, оглавен от лидера на СДС Иван Костов.
- 1998 г. – Един ден след като убива родителите си, 15-годишен ученик стреля в училище в Спрингфилд (САЩ), убивайки 2 деца и ранявайки 23.
- 2000 г. – Черна гора провежда референдум за излизане от конфедерацията Сърбия и Черна гора, на който за независимост гласуват 55% от населението.
- 2003 г. – При земетресение в северен Алжир загиват над две хиляди души.
- 2005 г. – Гръцката певица Елена Папаризу печели 50-ото издание на телевизионния конкурс Песен на Евровизия.
- 2006 г. – Провежда се ежегодното надбягване От залива до големите пенливи вълни в Сан Франциско (Калифорния).

## Родени
- 120 пр.н.е. – Аврелия Кота, римска матрона, майка на Гай Юлий Цезар († 54 пр.н.е.)
- 1471 г. – Албрехт Дюрер, германски художник († 1528 г.)
- 1527 г. – Филип II, крал на Испания († 1598 г.)
- 1688 г. – Александър Поуп, английски поет († 1744 г.)
- 1817 г. – Херман Лоце, германски философ († 1881 г.)
- 1827 г. – Константин Победоносцев, руски политик († 1907 г.)
- 1843 г. – Шарл Албер Гоба, швейцарски политик, Нобелов лауреат († 1914 г.)
- 1843 г. – Луи Рено, френски юрист, Нобелов лауреат († 1918 г.)
- 1848 г. – Търпо Поповски, български свещеник († 1928 г.)
- 1854 г. – Ховсеп Азнавур, османски архитект († 1935 г.)
- 1860 г. – Вилем Ейнтховен, нидерландски физиолог, Нобелов лауреат († 1927 г.)
- 1863 г. – Димитър Станчов, български дипломат († 1940 г.)
- 1870 г. – Тодор Марков, български военен деец († след 1950)
- 1877 г. - Константин Нунков, български революционер (†1905) г.
- 1880 г. – Тудор Аргези, румънски поет († 1967 г.)
- 1889 г. – Леополд Маунтбатън, британски благородник († 1922 г.)
- 1896 г. – Вера Иванова-Мавродинова, български учен († 1987 г.)
- 1897 г. – Никола Аврамов (художник), български художник († 1945 г.)
- 1912 г. – Димитър Домузчиев, български музикант († 1972 г.)
- 1921 г. – Андрей Сахаров, руски физик, Нобелов лауреат († 1989 г.)
- 1924 г. – Атанас Семерджиев, български политик († 2015 г.)
- 1927 г. – Томас Сеговия, мексикански писател († 2011 г.)
- 1932 г. – Габриеле Воман, немска писателка († 2015 г.)
- 1937 г. – Менгисту Хайле Мариам, президент на Етиопия
- 1938 г. – Павел Герджиков, български оперен певец и режисьор († 2023 г.)
- 1938 г. – Урс Видмер, швейцарски писател († 2014 г.)
- 1943 г. – Кирил Топалов, български писател
- 1944 г. – Джанет Дейли, американска писателка († 2013 г.)
- 1944 г. – Борислав Грънчаров, български поп певец († 2017 г.)
- 1945 г. – Ричард Хач, американски актьор († 2017 г.)
- 1952 г. – Мистър Ти, американски актьор
- 1962 г. – Георги Попиванов, български футболист
- 1964 г. – Иван Бела, словашки космонавт
- 1965 г. – Димитър Воев, български поет († 1992 г.)
- 1966 г. – Лиса Едълстийн, американска актриса
- 1966 г. – Зденко Кожул, югославско-хърватски шахматист
- 1967 г. – Крис Беноа, канадски кечист († 2007 г.)
- 1969 г. – Николай Нинов, български шахматист
- 1972 г. – The Notorious B.I.G., хип-хоп музикант († 1997 г.)
- 1976 г. – Карло Любек, немски актьор
- 1978 г. – Адам Гонтиер, вокалист на Three Days Grace
- 1978 г. – Бриана Банкс, германска актриса
- 1980 г. – Готие, белгийско-австралийски музикант
- 1981 г. – Беладона, американска порнографска актриса
- 1983 г. – Джузепе Акуаро, италиански футболист
- 1985 г. – Галена, българска попфолк певица
- 1985 г. – Луцие Храдецка, чешка тенисистка
- 1986 г. – Марио Манджукич, хърватски футболист
- 1986 г. – Алекс Нойес, американски барабанист
- 1986 г. – Пламен Пенев, Мистър България 2004
- 1988 г. – Джонатан Хоусън, английски футболист
- 1990 г. – Рене Кърхин, словенски футболист
- 1990 г. – Жоао Силва, португалски футболист

## Починали
- 1471 г. – Хенри VI, крал на Англия (* 1421 г.)
- 1639 г. – Томазо Кампанела, италиански философ (* 1568 г.)
- 1786 г. – Карл Вилхелм Шееле, шведски химик (* 1742 г.)
- 1876 г. – Георги Апостолов, български революционер (* ок. 1853)
- 1876 г. – Петър Симеонов, български революционер (* ок. 1846)
- 1880 г. – Иван Липранди, руски историк (* 1790 г.)
- 1903 г. – Парашкев Цветков, български революционер (* 1875 г.)
- 1922 г. – Александър Греков, български политик (* 1884 г.)
- 1926 г. – Фридрих Клуге, германски езиковед (* 1856 г.)
- 1929 г. – Арчибалд Роузбъри, Министър-председател на Обединеното кралство (* 1847 г.)
- 1932 г. – Димитър Ценов, български предприемач, дарителят на Стопанска академия (* 1852 г.)
- 1935 г. – Джейн Адамс, американска общественичка, Нобелов лауреат (* 1860 г.)
- 1935 г. – Хуго де Фриз, холандски ботаник (* 1848 г.)
- 1944 г. – Атанас Манчев, български поет (* 1921 г.)
- 1949 г. – Клаус Ман, немски писател (* 1906 г.)
- 1973 г. – Иван Конев, съветски маршал (* 1897 г.)
- 1991 г. – Раджив Ганди, Министър-председател на Индия (* 1944 г.)
- 1993 г. – Джон Фрост, британски офицер (* 1912 г.)
- 2000 г. – Джон Гилгуд, британски актьор (* 1904 г.)
- 2006 г. – Асен Гаврилов, балетист (* 1926 г.)

## Празници
- Източноправославна църква – Св. св. Константин и Елена (Костадин, Коста, Кунчо, Елин, Илона, Динко, Койчо)
- ЮНЕСКО – Световен ден за културно развитие
- Световен ден срещу тероризма
- България – Празник на град Пазарджик, град Костандово, град Елена и на селата Белотинци и Ясна поляна
- Италия – Празник на град Верона